# شتيفان كروغر
شتيفان كروغر (بالألمانية: Stephan Krüger)‏ هو مجدف ألماني، ولد في 29 نوفمبر 1988 في روستوك في ألمانيا.

## وصلات خارجية
- شتيفان كروغر على موقع الاتحاد الدولي للتجديف (الإنجليزية)
- شتيفان كروغر على موقع اللجنة الأولمبية الدولية (الإنجليزية)
- شتيفان كروغر على موقع أوليمبيديا (الإنجليزية)
- شتيفان كروغر على موقع اللجنة الأولمبية الألمانية (الألمانية)